# 軍團

北約APP-6A標圖符號，四個'X'表示這是一個軍團單位，其番號寫在符號的左側

集团军是由兩個到三個军所组成的军事单位，隶属于集团军群（英語：Army Group）或方面军（Front）或大军区，指挥官为軍團司令，并且设立軍團指挥机关（如参谋部），由軍團参谋长领导軍團司令部。軍團司令的军衔一般是上将或者中将。
軍團的设立是由国家需要决定，编成部队数量是由所处地域，任务，敌方兵力决定。軍團的编组中包括一定数量的战斗部队以及勤务部队，按照军事需要编组。軍團按装备、任务和编成，可分为野战軍團（西方国家军语），陆军集团军（中国军语）、诸兵种合成軍團（苏联军语）、近卫軍團、突击軍團、裝甲軍團、机械化軍團、空军軍團、防空軍團、工程兵軍團（苏联二战时期编制）或是战略导弹軍團。
陆军軍團为基本战役兵团，美國、苏联（俄罗斯）、中国在平时都有此编制，例如美軍駐韓部隊中的美國第八集团军、1949年前的国民革命军。在中華民國國軍中將此級單位稱為「軍團」，如現在國軍就有八軍團、十軍團、六軍團這樣的編制。軍團是方面军（二戰日軍）的组成部分，也是在大规模战争中的重要指挥机构。舊日本軍中的軍團級單位稱「方面軍」，戰後日本自衛隊改稱「方面隊」。韓國陸軍的軍團級部隊稱「野戰軍」（韓語中常簡稱「軍」）。

## 北洋军
第二次直奉戰爭後，奉軍再次擴編，改旅為師，改軍為軍團:358。1925年春，奉军「一三聯軍司令部」改為「京榆駐軍司令部」，駐天津:358。直轄步兵6師12旅，騎兵1師2旅，砲兵2旅，工兵1團:358。張學良任第三軍團軍團長兼司令，郭松齡任副司令:358。共有步騎砲工輜各兵種7萬5千人:358。

## 中華民國國軍
晚清以及民国时，中国则直接引用日本的译法，没有把“军”翻译为corps这个英文军事术语。所以抗战时期中国的軍译作Army而不是“Corps”，集團軍译作则“Group army”，但是把軍團译作了Corps。例如，第十八集团軍的臂章是“18GA”，新一军的臂章则是“N1A”。又如，《行政院军队整编报告（1947年12月）》中指出“简化黄河以南指挥层次......改20GA为21A”，即把第20集團軍整编为第21军（整编军）。直至朝鲜战争时，当时美国的战史仍然把中国人民志愿军的各军翻译为“Army”。1938年5月17日《何应钦等激励廖磊等部努力作战粉碎敌围攻徐州企图电》的报头为：“21GA廖总司令、19C冯军团长、68A刘军长：”，即第21集團軍廖磊、第19軍團冯治安、第68军刘汝明。

### 第一次國共內戰時期
1928年4月6日，蔣介石親任總司令的第一集團軍改編為下屬劉峙第一軍團（轄第1、4、9、10軍）、陳調元第二軍團（轄第17、26、37軍）、賀耀祖第三軍團（轄第40、33、27軍）、方振武第四軍團（原國民五軍）。收編的孫傳芳殘部編為鄭俊彥第五軍團；收編直魯軍殘部編為徐源泉第六軍團（轄第11、13軍）。
1932年6月，為發動對中央蘇區的第二次圍剿，蔣介石親任“剿共軍”總司令，何應欽任前線總司令。分設左翼集團軍、右翼集團軍、總預備軍。何應欽兼任左翼集團軍總司令，轄朱紹良第三軍團（第六路軍改編）、蔣鼎文第四軍團（第2軍編成）。陳銘樞任右翼集團軍總司令，轄蔡廷鍇第一軍團、孫連仲第二軍團。
1933年熱河抗戰，參戰中國軍隊分為9個軍團：
- 第一軍團：由東北軍第51軍組建，總指揮于學忠，參謀長劉忠干。駐天津、河北。
- 第二軍團：由第32、57軍組建，總指揮商震、參謀長呂濟。
- 第三軍團：由西北軍第29、40軍組建，總指揮宋哲元、參謀長張維藩。
- 第四軍團：由東北軍第53軍組建，總指揮萬福麟、參謀長王景儒。
- 第五軍團：由東北軍第55軍組建，總指揮湯玉麟。
- 第六軍團：由西北軍第41軍、東北軍第63軍組建，總指揮孫殿英／張作相。
- 第七軍團：由晉軍第59、61軍組建，總指揮傅作義。
- 第八軍團：由中央軍第17、26、67軍組建，總指揮楊杰／徐庭瑤。
- 第九軍團：由第41軍組建，總指揮孫殿英

### 抗日战爭初期
1937年9月13日至1939年，中华民国國民革命軍存在隶属于集團軍、下辖軍的軍團，共计有38个今天番号。抗战初期国民革命军的指挥体制为國民政府軍事委員會—各行营—各战区—集團軍—軍團—軍—師。1937年8月初，国民政府军事委员会决定将10余个军升格为軍團。孙连仲的第三十军于8月6日在在前线升为第一軍團。第一批设立的軍團，所辖部队多是自身一个军，由军长兼任軍團長。1937年底第二批升格的軍團中，有一部分所辖的部队已达两个军，如汤恩伯的第二十軍團，下辖汤任军长的第十三军和关麟徵的第五十二军。至1937年底，军委会成立了25个軍團，其中地方军阀部队占了很大的比例。1938年国军兵力处于持续扩张的状态，使得軍團在总数上升的同时，其单位兵力也在增加，并向集團軍转变。1938年新成立了13个軍團，軍團数目达到38个。
- 第一军团：第26路军改编，军团长孙连仲。隶属于冯玉祥第一战区下辖的刘峙第二集團軍。
- 第二军团：以第10军编成。军团长徐源泉。后升格为第26集團軍。
- 第三軍團：由第四十軍為主，军团长庞炳勋，台儿庄战役后編成。该军团实际只有一个师的建制部队。隶属于冯玉祥第一战区下辖的宋哲元第一集團軍。后升格为第24集團軍。
- 第四军团：以川军的第45军编成，军团长邓锡侯。后升格为第22集團軍。
- 第五军团：以川军的第24军编成，军团长刘文辉。唯一保留至1939年的军团番号。
- 第六军团：以川军的第20军编成，军团长杨森。后升格为第27集團軍。
- 第七军团：以桂系的第7军编成，军团长廖磊。后升格为第21集團軍。
- 第八军团：以桂系的第84军编成，军团长夏威。后升格为第16集團軍。
- 第九军团：以桂系的第5路军编成，军团长李品仙。后升格为第11集團軍。
- 第十军团（1）：以第22军编成。军团长谭道源。
- 第十军团（2）：以第69军编成。军团长石友三。后升格为第39集團軍。
- 第十一军团（1）：由西北军第33师、豫军第40师编成，军团长上官云相。隶属于第三战区江防军。后升格为第32集團軍。
- 第十一军团（2）：第37军编成，军团长毛炳文。
- 第十一军团（3）：第2军编成，军团长李延年。
- 第十二军团：由第20路军改编，军团长张鈁/樊崧甫。后番号撤销。
- 第十三军团：第15军编成，军团长刘茂恩。后升格为第14集團軍。
- 第十四军团：第27路军改编，军团长冯钦哉。隶属于冯玉祥第一战区下辖的刘峙第二集團軍。后部队并入第14集團軍。
- 第十五军团（1）：以第27军编成，军团长刘兴。后番号撤销。
- 第十五军团（2）：以第25軍编成，军团长万耀煌。
- 第十六军团：以第18军编成，军团长罗卓英。后升格为第19集團軍。
- 第十七军团：由第1军编成。军团长胡宗南。后升格为第34集團軍。
- 第十八军团：由第4军编成。军团长吴奇伟。后番号撤销。
- 第十九军团：以第77军编成。军团长冯治安。隶属于冯玉祥第一战区下辖的宋哲元第一集團軍。后与张自忠合编为第33集團軍。
- 第二十军团：军团长汤恩伯，军团参谋长万建藩，下辖汤恩伯〔兼〕第13军、关麟徵第52军、周碞第75军、王仲廉第85军、砲兵第4、第7、第10团；第111师第333旅、骑兵第9师、第13师等部，总兵力达7.2万人，中央嫡系骨干部队。后升格为第31集團軍。
- 第二十一军团：以新编第1军编成。军团长邓宝珊。后番号撤销。
- 第二十二军团：以湘军的第28军编成。军团长陶广，后番号撤销。
- 第二十三军团：湘军刘建绪。后升格为第10集團軍。
- 第二十四军团：以川军的第21军编成。军团长唐式遵。后升格为第23集團軍。
- 第二十五军团：以川军的第23军编成。军团长潘文华。后升格为第28集團軍。
- 第二十六军团：由东北軍第53军改编。军团长万福麟。后番号撤销。
- 第二十七军团：以第59军编成。军团长张自忠。后升格为第33集團軍。
- 第二十八军团：西北军的第68军改编，军团长刘汝明。后番号撤销。
- 第二十九军团：粤系的第64军改编，军团长李汉魂。隶属于程潜第一战区下属的薛岳豫东兵团。后升格为第35集團軍。
- 第三十军团：滇军的第58、第60军改编，军团长卢汉。后升格为第1集團軍。
- 第三十一军团：以陕军第38、第96军编成。军团长孙蔚如。后升格为第4集團軍。
- 第三十二军团：以第52军编成。军团长关麟徵。后升格为第15集團軍。
- 第三十三军团：以第14军、第93军编成。军团长刘建绪/李默庵，军团参谋长刘嘉树。后番号撤销。
- 第三十四军团（1）：以第3军编成。军团长曾万钟。
- 第三十四军团（2）：以第73军编成。军团长王东原。后番号撤销。
- 第三十五军团：军团长曾万钟，后升格为第5集團軍。
- 第三十六军团：以第74军编成，军团长俞济时。
- 第三十七军团：以第71军编成，军团长王敬久。
- 第三十八军团：以第66军编成，军团长叶肇。后升格为第35集團軍。

1938年11月南岳军事会议，决定撤销軍團建制。

### 1954年後
1954年，中華民國國軍在臺灣恢復陸軍軍團編制，編制如下：
- 第一軍團：
  - 第一軍（原第50軍）：轄第26、27、58師。
  - 第二軍（原第67軍）：轄第57、81、84師。
  - 第三軍（原第87軍）：轄第9、10、32師。
  - 第四軍（原第5、19軍合併整編）：轄第22、23、24、45師（駐福建金門）。
- 第二軍團：
  - 第七軍（原第18軍）：轄第17、19、69師。
  - 第八軍（原第52軍）：轄第33、35、68師。
  - 第九軍（原第75軍）：轄第41、46、92師。
  - 第十軍（原第80軍）：轄第49、51、93師。

1976年，第一軍團更銜為第六軍團、第二軍團更銜為第十軍團。
1979年，陸軍訓練作戰發展司令部正式改組整編為第八軍團。
1979年後至今陸軍一共編成三個軍團，分別為第六軍團、第八軍團、第十軍團
2006年，各軍團「司令部」更銜為「指揮部」，「司令」改為「指揮官」但仍維持中將編階。
中華民國翻譯美軍的Army或者Field Army的單位多用「軍團」一詞。例如：駐韓美軍第八軍團(Eighth Army)。而中華民國所称的集團軍則為Army Group之譯名，中華民國國軍的軍對應英文是Corps而非Army或Field Army。中華人民共和國對這兩個概念分別稱為“集團軍”與“集團軍群”，前述的美軍八軍團在中華人民共和國一般譯為「第八集團軍」。

## 中国工农红军
中国工农红军的军团，前期（1930年6月至1933年6月）下辖军，后期（1933年6月至1937年7月）由于精简建制级别充实基层战斗部队，军团直接下辖师。红军长征遵义会议后，由于减员巨大，有的军团甚至直接下辖团。
- 红一军团：军团长朱德／林彪、军团政委毛泽东／聂荣臻、军团参谋长朱云卿／陈奇涵、军团政治部主任杨岳彬／罗荣桓
- 红二军团：军团长贺龙、军团政委周逸群／邓中夏/万涛／彭之玉／夏曦／关向应／任弼时、军团参谋长孙德清／汤慕禹／李达、军团政治部主任柳克明／张子意
- 红三军团：军团长彭德怀、军团政委滕代远／杨尚昆、军团参谋长邓萍、军团政治部主任袁国平
- 红五军团：军团长季振同／董振堂、军团政委萧劲光／朱瑞／李卓然／曾日三、军团参谋长赵博生／郑如岳／李屏仁／曹里怀、军团政治部主任刘伯坚／曾日三
- 红六军团：军团长肖克／陈伯钧、军团政委王震、军团参谋长李达／谭家述／彭绍辉、军团政治部主任张子意／夏曦／刘道生
- 红七军团：军团长寻淮洲、军团政委肖劲光／乐少华
- 红八军团：军团长周昆、军团政委黄甦、军团参谋长唐浚／张云逸／毕占云、军团政治部主任罗荣桓
- 红九军团：军团长罗炳辉、军团政委蔡树藩／何长工、军团参谋长郭天民、军团政治部主任李湘怜／黄火青／李涛
- 红十军团：军团长刘畴西、军团政委乐少华
- 红十五军团：军团长徐海东、军团政委程子华、军团参谋长刘志丹／周士第、政治部主任高岗／郭述申

现时中国人民解放军无军团概念，陆军设置“集团军”（英語：Group army）作为战略单位。

## 香港
在香港，「軍團」一詞有別於台灣和中國大陸的習慣，常用以指稱師和旅之下、營之上的「團級部隊」（Regiment），例如皇家香港軍團。現今英軍中的團級部隊在香港仍譯為軍團。

## 日本自衛隊
舊日本軍中相应于美军集團軍(Army)的建制單位稱为「軍」，戰後日本自衛隊改稱「方面隊」；相应于美军的军(Corps)的建制单位称为「军団」。这恰于中文中的“军”、“军团”的上下级隶属关系相颠倒。
例如，冲绳战役中的美军登陆部队「24th Corps」，日文称为第24军団，中文則譯作第24軍。

## 大韓民國國軍
韓國陸軍編制中，軍級部隊(Corps)的韓語稱作，對應漢字為「軍團」，其指揮官“軍長”的軍銜為三星中將。與美軍集团军(Army)同級對應的單位為野戰軍（야전군），其指揮官（司令）的軍銜多為四星上將。

## 朝鮮人民軍
朝鮮人民軍的“軍團”，源於日據時期的傳統，相應於英文的軍級單位“Corps”，下轄若干個師。中國大陸從1950年起一直譯作“軍團”。

## 德國國防軍
二戰時德國國防軍建有若干軍團，低於集團軍：
- 第1軍團
- 第2軍團
- 第3軍團
- 第4軍團
- 第5軍團
- 第6軍團
- 第7軍團
- 第8軍團
- 第9軍團
- 第10軍團
- 第11軍團
- 第12軍團
- 第14軍團
- 第15軍團
- 第16軍團
- 第17軍團
- 第18軍團
- 第19軍團
- 第21軍團
- 第24軍團
- 第25軍團（英语：25th_Army_(Wehrmacht)）
- 拉普兰軍團
- 利古里亚軍團
- 挪威軍團
- 东普鲁士軍團

裝甲軍團：
- 第1裝甲軍團
- 第2裝甲軍團
- 第3裝甲軍團
- 第4裝甲軍團
- 第5裝甲軍團
- 第6裝甲軍團
- 非洲裝甲軍團
- 第20山地軍團
- 第1空降軍團